# Hemiandrus
Hemiandrus is een geslacht van rechtvleugeligen uit de familie Anostostomatidae. De wetenschappelijke naam van dit geslacht is voor het eerst geldig gepubliceerd in 1938 door Ander.

## Soorten
Het geslacht Hemiandrus omvat de volgende soorten:
- Hemiandrus anomalus Salmon, 1950
- Hemiandrus bilobatus Ander, 1938
- Hemiandrus fjordensis Salmon, 1950
- Hemiandrus focalis Hutton, 1896
- Hemiandrus lanceolatus Walker, 1869
- Hemiandrus maculifrons Walker, 1869
- Hemiandrus maculipennis Stål, 1877
- Hemiandrus monstrosus Salmon, 1950
- Hemiandrus nitaweta Jewell, 2007
- Hemiandrus pallitarsis Walker, 1871
- Hemiandrus similis Ander, 1938
- Hemiandrus subantarcticus Salmon, 1950
- Hemiandrus superba Jewell, 2007